# Sándor Nákó

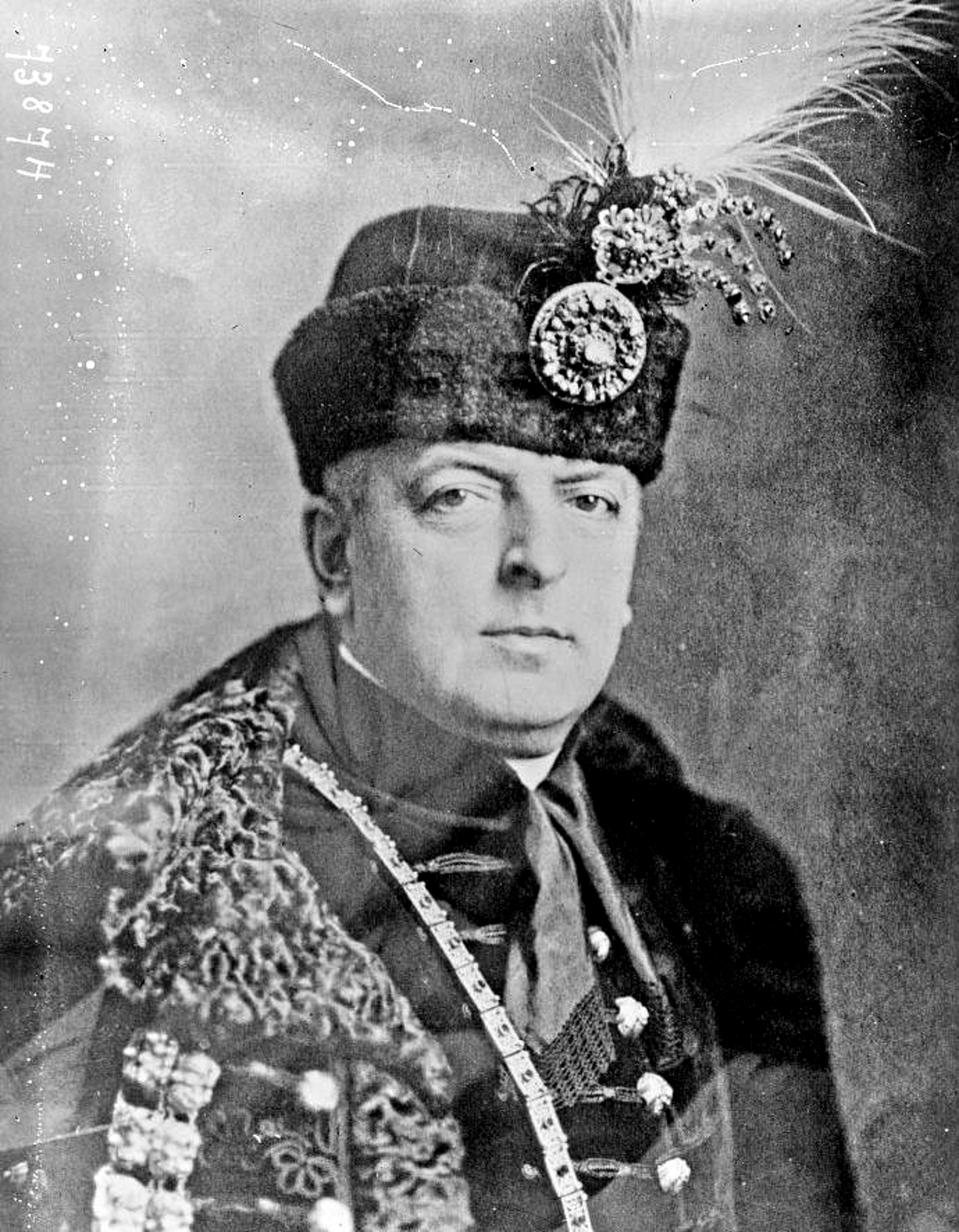
Sándor Nákó, 1922

Sándor Graf Nákó von Nagyszentmiklós (* 23. Dezember 1871 in Wien; † 26. Mai 1923 in Budapest) war ein ungarischer Politiker und Gouverneur von Fiume.

## Leben
Nach Beendigung seiner Studien war Nákó bis 1893 Leutnant im k.u.k. Husarenregiment Nr. 6. In den Folgejahren unternahm er weite Reisen und kümmerte sich nach seiner Heimkehr ab 1896 um die Bewirtschaftung seiner Güter in Nagyszentmiklós im Komitat Torontál. 1901 ernannte ihn König Franz Joseph I. zum Mitglied des Magnatenhauses im ungarischen Reichstag. 1906 wurde er als Mitglied der Verfassungspartei für den Wahlbezirk Nagyszentmiklós Reichstagsabgeordneter, legte jedoch sein Mandat kurz nach der Wahl ab, da ihn der König am 24. Mai 1906 zum Gouverneur der an der Adria gelegenen Stadt Fiume mit Gebiet ernannte. 1907 wurde Nákó zum Geheimrat ernannt und trat am 12. Dezember 1909 von seinem Posten als Gouverneur zurück.